# Uropsilus gracilis
Uropsilus gracilis es una especie de musaraña de la familia Talpidae.

## Distribución geográfica
Se encuentra en China y Birmania.